# Palmodes parvulus
Palmodes parvulus är en biart som först beskrevs av Roth in de Beaumont 1967.  Palmodes parvulus ingår i släktet Palmodes och familjen grävsteklar. Inga underarter finns listade i Catalogue of Life.